# Формула-2 — Чемпіонат 2024
Чемпіонат Формули-2 2024 року — сезон чемпіонату світу з автоперегонів у класі Формула-2, який проводився під егідою ФІА. Чемпіонат відбудеться у період з березня по листопад та складався з 14 етапів. Сезон розпочався з Гран-прі Бахрейну 1 березня та закінчився на Гран-прі Абу-Дабі 8 грудня.